# Alpes do Tauern orientais
Os  Alpes do Tauern orientais  (em alemão:  Niedere Tauern) é um maciço montanhoso que se encontra no Lander de Salzburgo na Áustria e cujo ponto mais alto é o Hochgolling   com 3.798 m.

## SOIUSA
A Subdivisão Orográfica Internacional Unificada do Sistema Alpesno (SOIUSA) dividiu em 2005 os Alpes em duas grandesPartes: Alpes Ocidentais e Alpes Orientais, separados pela linha formada pelo  Rio Reno - Passo de Spluga - Lago de Como - Lago de Lecco.
A secção alpina dos Alpes do Tauern orientais é formada pelos Tauern de Radstadt, o Tauern de Schladming e de Murau, o Tauern de Rottenmann e de Wolz, e o Tauern de Seckau.

### Classificação  SOIUSA
Segundo a SOIUSA este acidente geográfico é uma Secção alpina  com as seguintes características:
- Parte = Alpes Orientais
- Grande sector alpino = Alpes Orientais-Centro
- Secção alpina = Alpes do Tauern orientais
- Código = II/A-18